# Carolina Chocolate Drops
Die Carolina Chocolate Drops sind eine US-amerikanische Old-Time-Band aus North Carolina.

## Bandgeschichte

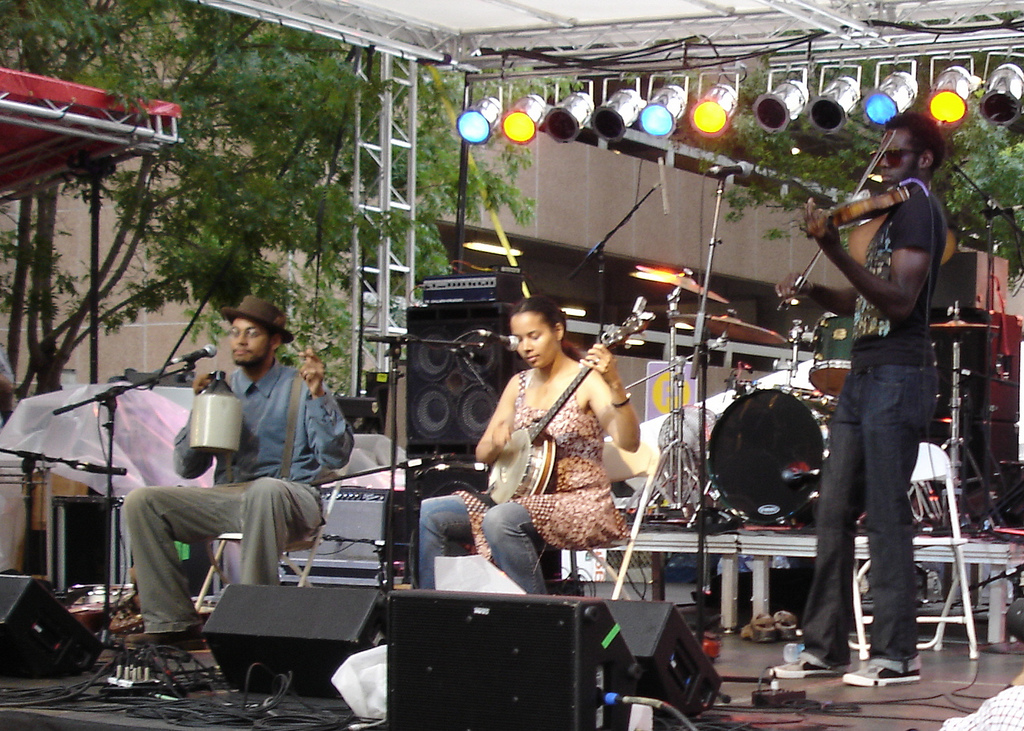
Die Carolina Chocolate Drops bei einem Auftritt in Birmingham, Alabama, 2008

Die drei Bandmitglieder lernten sich 2005 beim Black Banjo Gathering an der Appalachian State University in North Carolina kennen. Ihr gemeinsames Interesse für die Wurzeln der Country- und Rockmusik verband sie und so gründeten sie die Carolina Chocolate Drops und spielten vor allem Musik im Stil der Old-Time Music der 1920er und 1930er Jahre. Vier Alben nahmen sie ab 2006 bei Independent Labels auf, bevor sie 2010 bei Nonesuch einen Plattenvertrag bekamen. Ihr erstes bei Nonesuch veröffentlichte Album Genuine Negro Jig erreichte Platz 1 bei den Bluegrass- und Platz 2 bei den Folkalben; in den Newcomer-Charts (Heatseekers Albums) kamen sie ebenfalls auf Platz 2.
Bei den Grammy Awards 2011 gewannen sie mit diesem Album die Auszeichnung für das beste traditionelle Folkalbum des Jahres.
Das Nachfolge-Album Leaving Eden war 2013 für einen Grammy in der Kategorie „Bestes Folkalbum“ nominiert.

## Mitglieder
- Rhiannon Giddens
- Dom Flemons
- Justin Robinson
- Leyla McCalla (zeitweise)

## Diskografie
Alben
- Dona Got a Ramblin' Mind (2006)
- Coloured Aristocracy (2007)
- Heritage (2007)
- Carolina Chocolate Drops and Joe Thompson (2009)
- Genuine Negro Jig (2010)
- Carolina Chocolate Drops and Luminescent Orchestrii (2011)
- Leaving Eden (2012)

Sampler
- The Great Debaters Soundtrack (2007)
- Die Tribute Von Panem / The Hunger Games (2012)